# Бернардино Фунгаи
Бернардѝно Фунгàи (на италиански: Bernardino Fungai; * 14 септември 1460, Сиена, Сиенска република, † 1514, пак там) е италиански художник от Сиенската школа.

## Биография
Биографията на Бернардино Фунгаи е слабо документирана. Изследователите знаят за него твърде малко. В документите той се появява през 1482 г. в качеството си на подмайстор (garzone) на Бенвенуто ди Джовани по време на работата му над монохромните фрески в барабана на купола на Сиенската катедрала. Във връзка с това много учени считат, че той е ученик на Бенвенуто. В неговите творби обаче се забелязва по-голямо влияние на Матео ди Джовани. В качеството на негов творчески предшественик се сочи и Джовани ди Паоло.
Днес съществува едно-единствено, подписано и датирано произведение на художника, което е олтарът на „Богородица с Младенеца, св. Себастиян, св. Йероним, Николай Чудотворец и Антоний Падуански“ (1512 г. Сиена, Национална пинакотека). Специалистите, базирайки се на тази творба, относително уверено конструират цялото по-късно творчество на Бернардино Фунгаи, докато изучаването на неговия ранен период е проблематичен.
Този художник не остава встрани от иновациите в края на XV век и въпреки силната сиенска закваска в неговите произведения може да се забележи подражание на творбите на Лука Синьорели, Перуджино и Пинтурикио. От документите следва, че Бернардино освен с бои работи с такива ценни материали като злато – през 1494 година той получава поръчка за изготвяне на церемониални златни гербове, а 5 г. по-късно позлатява и декорира органа в катедралата. Освен големите произведения Бернардино Фунгаи се занимава с украсата на таволети (дървени корици на финансови книги) и ракли.

## Кавалетни творби
Сред немногочислените творби на художника, достигнали до нас, може да се отбележат три различни изображения на Мадоната.
- В ранната картина „Мадона с двама светци отшелници“ (ок. 1480 г., колекция „Пол Гети“, Лос Анджелис) все още се забелязва пряката връзка с традиционните сиенски творби, типични за Матео ди Джовани или Нерочо де Ланди.
- В друга картина – „Мадоната с Младенеца и херувими“ (1495 – 1510, Национална галерия, Лондон) се вижда връзката с изкуството на Перуджино. Зад Мадоната е разгърнат разкошен пейзаж, на който се разиграват сцени от Рождество и Поклонението на влъхвите.
- Третата „Мадона с младенеца, светци и ангели“ (1510 – 15 г., Колекция на Университета, Маями) е създадена от Бернардино Фунгаи в последните години от неговия живот. Тя изглежда малко еклектично, понеже в нея е събрано всичко, което Фунгаи изписва по време на своята кариера: богат, с многобройни детайли пейзаж, на който той винаги отделя подчертано внимание, светите старци, антична архитектура и Мадоната с Младенеца. В това произведение има крайно рядка иконография – младенецът Христос е поддържан от ангели вместо от Мадоната. Тази сцена е алегорично изображение на „небесния брак“ между Христос и църквата, която се символизира чрез Богородица. Мария Магдалина, стояща отстрани, свидетелства за случващото се[4].

| Мадоната с Младенеца и двама светци отшелници. 1480 г. , музей „Пол Гети“ (Лос Анджелис) | Дева Мария с Младенца и херувими. 1495 – 1510 г., Национална галерия (Лондон) | Мадоната с Младенеца, светци и ангели, 1510 – 15 г. Музей „Лоу Арт“ ( Университет на Маями). |
| ---------------------------------------------------------------------------------------- | ----------------------------------------------------------------------------- | -------------------------------------------------------------------------------------------- |
|                                                                                          |                                                                               |                                                                                              |

Освен тези големи кавалетни произведения в различни музеи на света се пазят няколко картини, които по-рано са съставлявали предели от различни олтари.

Освен това художникът създава множество рисувани панели. В Ермитажа, Санкт Петербург и в Музей „Пушкин“ в Москва се намират две двойки творби върху дърво със сцени от живота на Сципион Африкански. Също три други творби върху дърво от Фунгаи, с този сюжет,  се намират в частни колекции.